# SG Flensburg-Handewitt
Die SG Flensburg-Handewitt ist eine Handball-Spielgemeinschaft aus Flensburg und Handewitt in Schleswig-Holstein, die seit 1990 aus den Handballabteilungen der Vereine Handewitter SV und TSB Flensburg besteht. Die größten sportlichen Erfolge der seit 1992 in der Bundesliga spielenden Mannschaft sind der Gewinn der Champions League 2014, der dreimalige Gewinn der Deutschen Meisterschaft (2004, 2018 und 2019) und der viermalige Gewinn des DHB-Pokals.

## Geschichte
Handball hat in Flensburg und Handewitt eine lange Tradition. Nach Gründung der Bundesliga gelang es den Flensburger Vereinen jedoch zunächst nicht, sich längerfristig zu etablieren. Die Mannschaft des TSB Flensburg stieg 1980 nach nur einem Jahr wieder ab. Ein Erzrivale des TSB war die SG Weiche-Handewitt. Jedoch galt die 1974 gegründete Spielgemeinschaft der Handballabteilungen des Handewitter SV und des ETSV Weiche ab 1984 als eine Fahrstuhlmannschaft.
In den 1980er-Jahren diskutierten Handball-Enthusiasten fast ein Jahrzehnt eifrig über die Gründung einer „Super-SG“, in der die Kräfte gebündelt werden sollten. 1990 schlossen sich die Handballabteilungen des TSB Flensburg und des Handewitter SV, nicht aber des ETSV Weiche, zur neuen Spielgemeinschaft (SG) zusammen. Zur Gründungsversammlung der SG Flensburg-Handewitt am 1. Juli 1990 trafen sich rund 150 Vertreter aus Sport, Politik und Wirtschaft im Gnomenkeller des Restaurant Porterhouse am Holm in der Flensburger Innenstadt.
Die Mannschaft startete in der Saison 1990/91 in der 2. Bundesliga. Erster Trainer war Zvonimir „Noka“ Serdarušić, der im Vorjahr den VfL Bad Schwartau in die erste Liga geführt hatte. Mit ihm gelang der SG 1992 ohne Verlustpunkt der Aufstieg in die Bundesliga. Die erste Saison endete jedoch enttäuschend. Am Ende der Saison stand die SG auf dem 16. Tabellenplatz und war damit sportlich abgestiegen. Durch die Insolvenz des TSV Milbertshofen konnte die SG dennoch in der Liga verbleiben. Zudem kehrte der durch den Zusammenbruch der Milbertshofener Mannschaft vertragsfreie Torwart Jan Holpert nach Flensburg zurück. Während der Saison war Trainer Serdarušić durch Anders Dahl-Nielsen ersetzt worden, unter dessen Führung die als Abstiegskandidat gehandelte SG zu einer Spitzenmannschaft aufstieg und in der folgenden Saison Platz 4 belegte. Fortan belegte die SG bis einschließlich der Saison 2007/08 stets einen der ersten vier Tabellenplätze. Durch vier Vizemeisterschaften in fünf Jahren erarbeitete man sich in der zweiten Hälfte der neunziger Jahre den Ruf des „Ewigen Zweiten“.
1996 wurde der Spielbetrieb der Bundesliga-Handballmannschaft in die dafür gegründete SG Flensburg-Handewitt Handball-Bundesliga GmbH & Co. KG ausgelagert, deren erste Geschäftsführer Manfred Werner und Dierk Schmäschke, ehemaliger Spieler der SG Weiche-Handewitt, wurden. Mit dem EHF-Pokal der Spielzeit 1996/1997 gewann die SG Flensburg-Handewitt ihren ersten Titel; im Finale verlor die SG das Hinspiel beim dänischen Verein Virum-Sorgenfri HK mit 22:25, siegte dann aber im Rückspiel mit 30:17. 1999 wurde der Euro-City-Cup gewonnen und 2000 mit dem DHB-Supercup der erste nationale Titel. Die SG gewann dreimal in Folge den DHB-Pokal (in den Spielzeiten 2002/2003, 2003/2004 und 2004/2005) und wurde zudem in der Spielzeit 2003/2004 erstmals Deutscher Meister. Im gleichen Jahr erreichte das Team erstmals das Finale der EHF Champions League, wo die SG den späteren Sieger RK Celje vor eigenem Publikum mit 30:28 bezwang, das Hinspiel in Celje aber mit 34:28 verloren hatte.
In der Saison 2004/05 bot Flensburg das bis dahin beste Punkteergebnis der Vereinsgeschichte – was allerdings wieder nur zum zweiten Platz hinter Meister THW Kiel reichte.
2007 standen sich mit dem THW Kiel und der SG Flensburg-Handewitt erstmals zwei Mannschaften aus einem Bundesland in einem Champions-League-Finale gegenüber. Flensburg hatte im ersten Spiel am 22. April Heimrecht, wo sich die Mannschaften 28:28 trennten. Das Rückspiel endete 29:27 für die Kieler, die damit erstmals den Pokal gewannen.
Im Sommer 2008 verpflichtete Flensburg Oscar Carlén als neuen Spieler und seinen Vater Per Carlén als Co-Trainer für den seit 2003 in Flensburg tätigen Trainer Kent-Harry Andersson. Als Andersson nach der Heimniederlage im Derby gegen den THW Kiel im Dezember 2008 entlassen wurde, wurde Carlén sein Nachfolger. Die Saison 2008/09 schloss Flensburg auf dem fünften Tabellenplatz ab und qualifizierte sich dadurch nicht für die Champions-League-Teilnahme in der Folgesaison. Als Folge geriet die SG aufgrund der damit verbundenen Mindereinnahmen in finanzielle Probleme. Der zur Saison 2009/10 als Nachfolger von Fynn Holpert verpflichtete Geschäftsführer Holger Kaiser konnte eine Insolvenz abwenden, indem er mit den Spielern einen 15-prozentigen Gehaltsverzicht sowie ein Aussetzen der für 2009/10 geplanten Gehaltssteigerungen vereinbarte.
Am 11. November 2010 wurde Carlén von seinen Aufgaben entbunden. Neuer Trainer wurde Ljubomir Vranjes, der von 2006 bis 2009 selber für die SG gespielt hatte und seit 2009 Sportmanager in Flensburg war. Unter Vranjes, der die Mannschaft bis 2017 trainieren sollte, zog die SG Flensburg-Handewitt von 2011 bis 2014 viermal in Folge ins DHB-Pokalfinale ein, verlor diese Finalspiele jedoch alle. Dennoch konnte man im Europapokal der Pokalsieger der Spielzeit 2011/2012 antreten, da der Pokalsieger THW Kiel als Meister in der Championsleague antrat; der SG gelang zum zweiten Mal der Gewinn des Europapokals der Pokalsieger. 2013 wurde erneut der DHB-Supercup gewonnen.
Ab dem 8. Dezember 2011 blieb die SG Flensburg-Handewitt in 36 aufeinander folgenden Heimspielen über zwei Jahre lang ohne Niederlage; erst am 5. Februar 2014 verlor sie wieder ein Spiel (ihr Heimspiel gegen die Rhein-Neckar Löwen). Am Ende der Spielzeit 2013/14 stand Flensburg auf dem dritten Tabellenplatz und zog zum dritten Mal nach 2004 und 2007 in das Finale der Champions League ein. Erneut traf die Mannschaft dabei auf den Rivalen aus Kiel, aber dieses Mal siegte die SG mit 30:28 und gewann damit zum ersten Mal die Champions League.
Die Bundesligasaison 2014/15 beendete die SG erneut auf dem dritten Tabellenplatz. In der Champions League traf die Mannschaft im Achtelfinale auf den Gegner des Vorjahresfinales, den THW Kiel, gegen den sie nach zwei Niederlagen (21:30, 28:33) ausschied. Im DHB-Pokal erreichte Flensburg zum fünften Mal in Folge das Finale, das gegen den SC Magdeburg mit 5:4 im Siebenmeterwerfen gewonnen wurde, nachdem es nach Verlängerung 27:27 (24:24, 11:11) stand. Auf den nächsten großen Erfolg musste der Verein dann allerdings drei Jahre warten, bis man unter dem neuen Trainer Maik Machulla am 3. Juni 2018 zum zweiten Mal Deutscher Meister wurde. Am 9. Juni 2019 konnte die SG diesen Titel verteidigen. Als die folgende Saison wegen der Covid-19-Pandemie im Frühjahr 2020 abgebrochen werden musste, standen die Flensburger hinter Kiel auf dem zweiten Tabellenplatz und qualifizierten sich somit als Vizemeister erneut für die Champions League. In der darauffolgenden Saison wurde die SG erneut Vizemeister, punktgleich hinter dem THW Kiel. Damit trat die SG auch in der Spielzeit 2021/2022 der Champions League an. In der Bundesligaspielzeit 2021/22 belegte die Mannschaft Platz 4, international startete das Team damit in der EHF European League 2022/23. Nachdem die Mannschaft die sportlichen Ziele nicht erreicht hatte, wurde Trainer Maik Machulla im April 2023 freigestellt. Mit seinem Nachfolger Nicolej Krickau gewann die Mannschaft im Mai 2024 zum zweiten Mal die EHF European League. Im Dezember 2024 wurde Krickau freigestellt, im Januar 2025 übernahm Aleš Pajovič das Amt. Im Mai 2025 gewann die SG mit ihm zum dritten Mal die EHF European League.

## Erfolge
- Champions-League-Sieger 2014

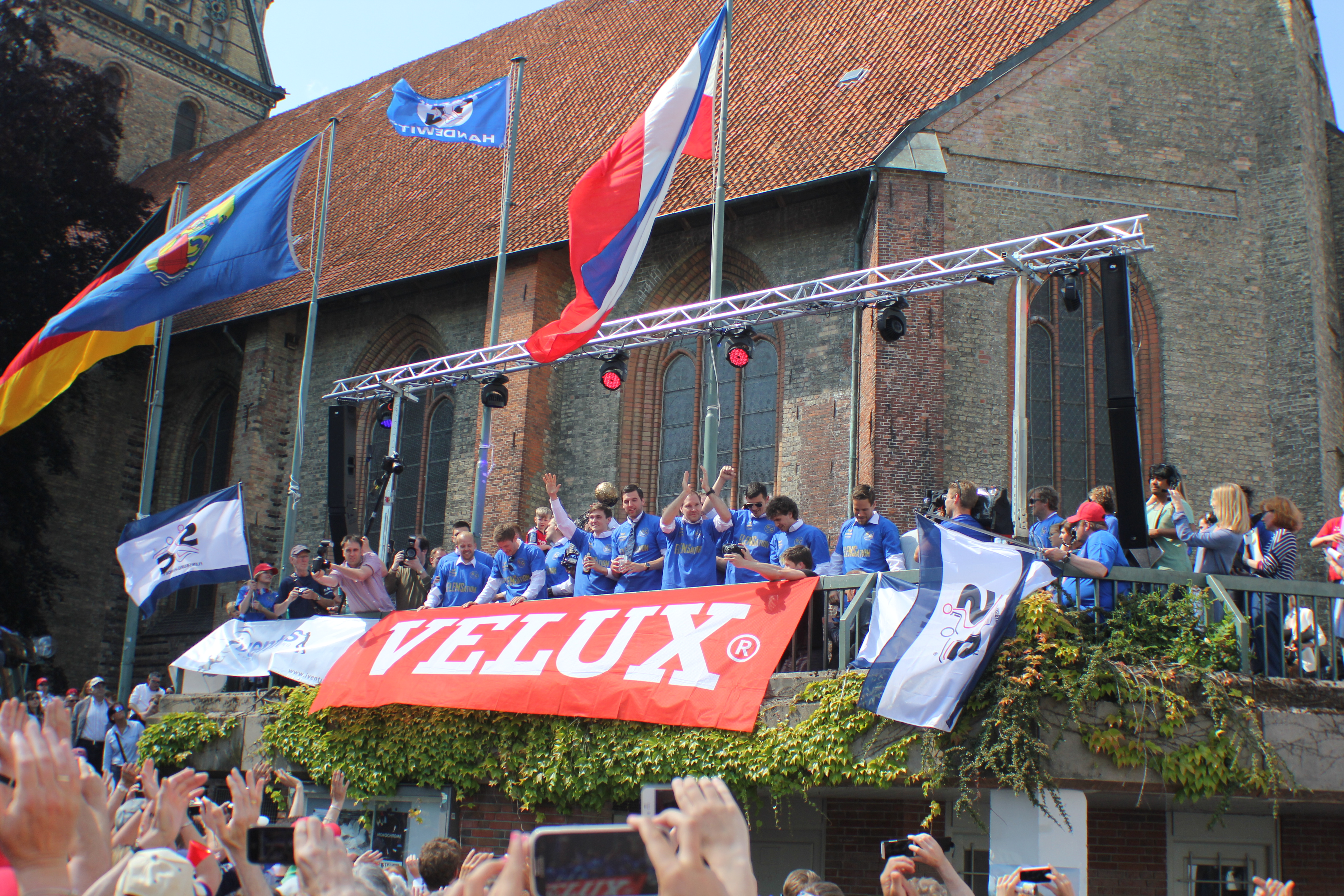
Siegesfeier der SG Flensburg-Handewitt auf dem Südermarkt (2014)

- Deutscher Meister 2004, 2018 und 2019
- DHB-Pokalsieger 2003, 2004, 2005 und 2015
- Champions-League-Finalist 2004 und 2007
- Europapokalsieger der Pokalsieger 2001 und 2012
- DHB-Supercupgewinner 2000, 2013 und 2019
- City-Cupsieger 1999
- EHF-Cupsieger 1997, 2024 und 2025
- Deutscher Vizemeister 1996, 1997, 1999, 2000, 2003, 2005, 2006, 2008, 2012, 2013, 2016, 2017, 2020 und 2021
- Aufstieg in die Bundesliga 1992 (mit 52:0 Punkten in der 2. Bundesliga)

## Kader der Saison 2025/26

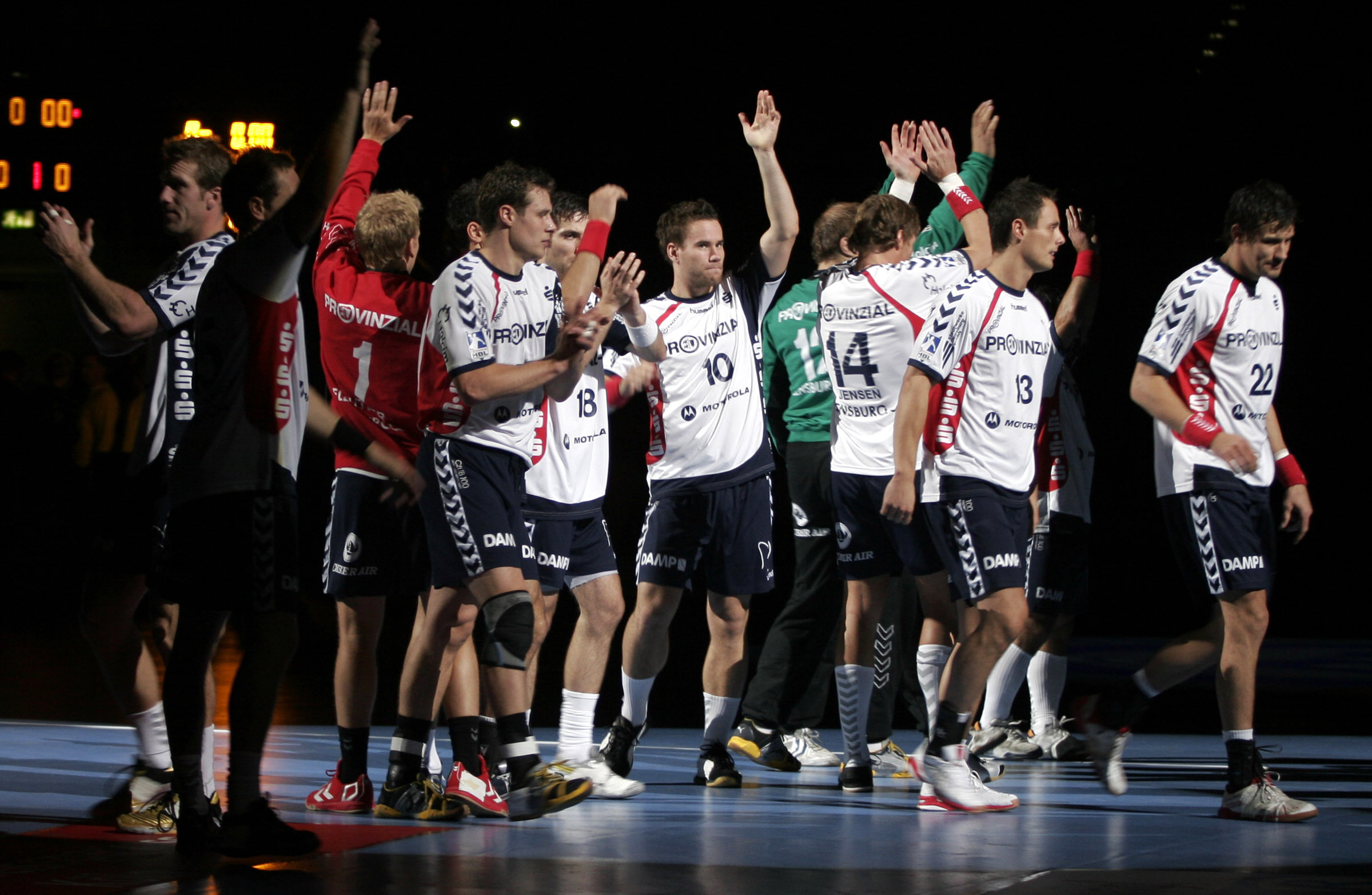
Die SG Flensburg-Handewitt am 9. September 2007 in der Kölnarena

| Nr. | Nationalität | Name                     | Position        | Geburtsdatum | Größe  | Vertrag seit | Vertrag bis | Letzter Verein        |
| --- | ------------ | ------------------------ | --------------- | ------------ | ------ | ------------ | ----------- | --------------------- |
| 1   | Bosnier      | Benjamin Burić           | Tor             | 20.11.1990   | 1,96 m | 2018         | 2028        | HSG Wetzlar           |
| 20  | Däne         | Kevin Møller             | Tor             | 20.06.1989   | 2,00 m | 2021         | 2027        | FC Barcelona          |
| 2   | Däne         | Simon Pytlick            | Rückraum Mitte  | 11.12.2000   | 1,92 m | 2023         | 2030        | GOG                   |
| 4   | Deutscher    | Johannes Golla           | Kreisläufer     | 05.11.1997   | 1,95 m | 2018         | 2026        | MT Melsungen          |
| 5   | Däne         | Niclas Kirkeløkke        | Rückraum Rechts | 26.03.1994   | 1,95 m | 2024         | 2027        | Rhein-Neckar Löwen    |
| 17  | Deutscher    | Marko Grgić              | Rückraum links  | 11.09.2003   | 1,98 m | 2025         | 2029        | ThSV Eisenach         |
| 23  | Norweger     | Kent Robin Tønnesen      | Rückraum rechts | 05.06.1991   | 1,94 m | 2025         | 2026        | Paris Saint-Germain   |
| 25  | Däne         | Lukas Lindhard Jørgensen | Kreisläufer     | 31.03.1999   | 1,94 m | 2023         | 2026        | GOG                   |
| 27  | Norweger     | Aksel Horgen             | Rechtsaußen     | 26.05.1996   | 1,85 m | 2023         | 2026        | Bjerringbro-Silkeborg |
| 28  | Deutscher    | Patrick Volz             | Linksaußen      | 04.06.1999   | 1,91 m | 2025         | 2028        | SønderjyskE Håndbold  |
| 31  | Däne         | Emil Manfeldt Jakobsen   | Linksaußen      | 24.01.1998   | 1,90 m | 2021         | 2029        | GOG                   |
| 34  | Deutscher    | Thilo Knutzen            | Rückraum Links  | 19.12.2004   | 2,13 m | 2025         |             | DHK Flensborg         |
| 43  | Slowene      | Blaž Blagotinšek         | Kreisläufer     | 17.01.1994   | 2,02 m | 2023         | 2028        | Frisch Auf Göppingen  |
| 63  | Slowene      | Domen Novak              | Rechtsaußen     | 26.04.1998   | 1,82 m | 2025         | 2027        | HSG Wetzlar           |
| 64  | Däne         | Lasse Kjær Møller        | Rückraum Links  | 11.06.1996   | 1,99 m | 2020         | 2028        | GOG Håndbold          |
| 77  | Deutscher    | Luca Witzke              | Rückraum Mitte  | 03.04.1999   | 1,91 m | 2025         | 2027        | SC DHfK Leipzig       |

### Transfers zur Saison 2025/26
| Zugänge              | Zugänge             | Zugänge             |
| Nation               | Name                | abgebender Verein   |
| -------------------- | ------------------- | ------------------- |
| Slowenien            | Domen Novak         | HSG Wetzlar         |
| Deutschland          | Luca Witzke         | SC DHfK Leipzig     |
| Deutschland          | Thilo Knutzen       | DHK Flensborg       |
| Norwegen             | Kent Robin Tønnesen | Paris Saint-Germain |
| Deutschland          | Marko Grgić         | ThSV Eisenach       |
| Stand: 14. Juli 2025 |                     |                     |

| Abgänge              | Abgänge                | Abgänge                     |
| Nation               | Name                   | aufnehmender Verein         |
| -------------------- | ---------------------- | --------------------------- |
| Schweden             | Jim Gottfridsson       | Pick Szeged                 |
| Danemark             | Jóhan á Plógv Hansen   | Skanderborg Aarhus Håndbold |
| Norwegen             | August Baskar Pedersen | TSV Hannover-Burgdorf       |
| Niederlande          | Kay Smits              | VfL Gummersbach             |
| Polen                | Oskar Czertowicz       | PGE Wybrzeże Gdańsk         |
| Kroatien             | Marko Kopljar          | Karriereende                |
| Danemark             | Mads Mensah Larsen     | Skjern Håndbold             |
| Stand: 16. Juli 2025 |                        |                             |

### Transfers zur Saison 2026/27
| Zugänge               | Zugänge                | Zugänge           |
| Nation                | Name                   | abgebender Verein |
| --------------------- | ---------------------- | ----------------- |
| Danemark              | Emil Siersbæk Bergholt | Skjern Håndbold   |
| Stand: 25. April 2025 |                        |                   |

| Abgänge              | Abgänge                  | Abgänge             |
| Nation               | Name                     | aufnehmender Verein |
| -------------------- | ------------------------ | ------------------- |
| Deutschland          | Johannes Golla           | MT Melsungen        |
| Danemark             | Lukas Lindhard Jørgensen | One Veszprém HC     |
| Stand: 17. Juli 2025 |                          |                     |

## Hallen

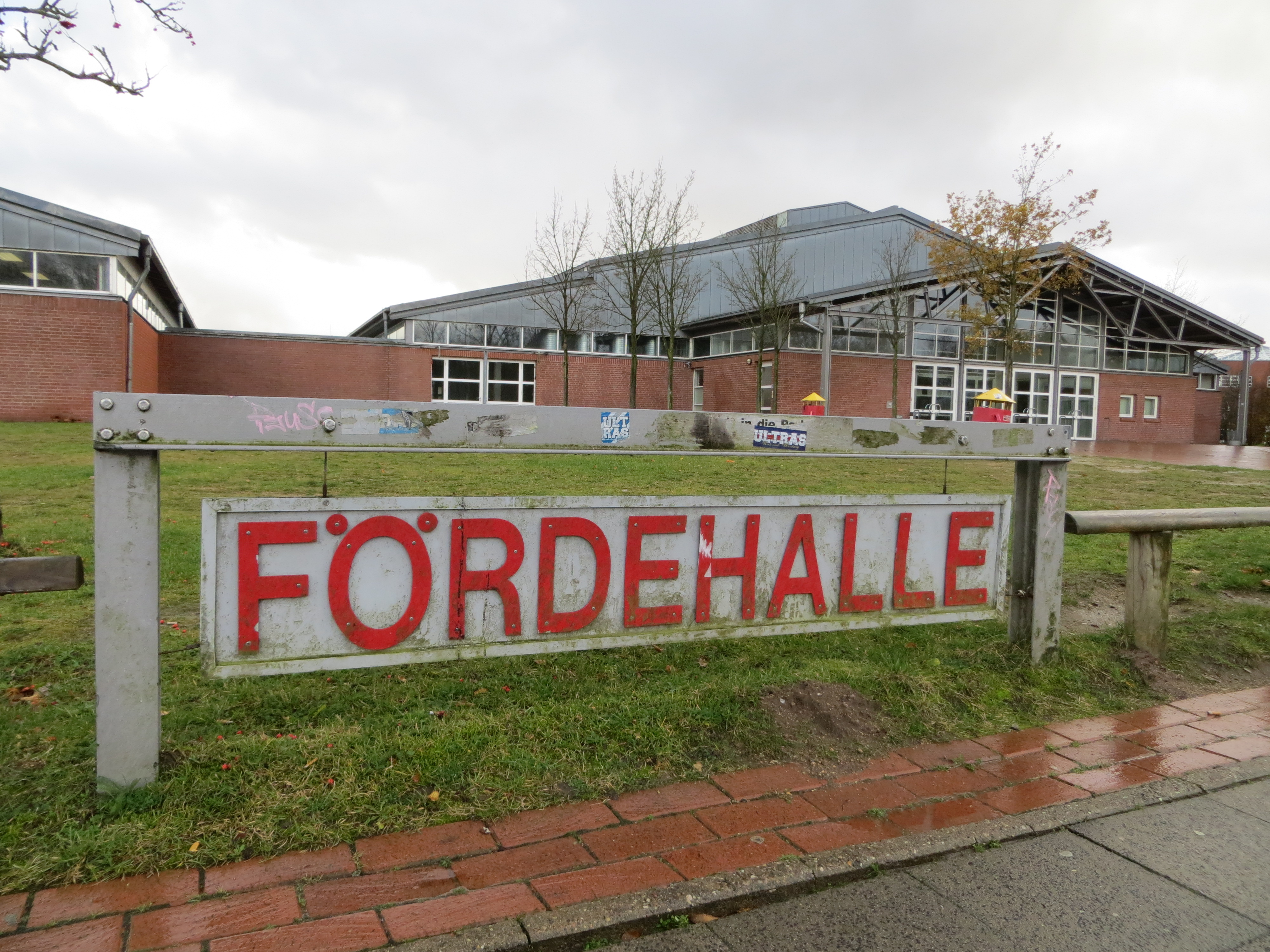
Die Fördehalle (2013)

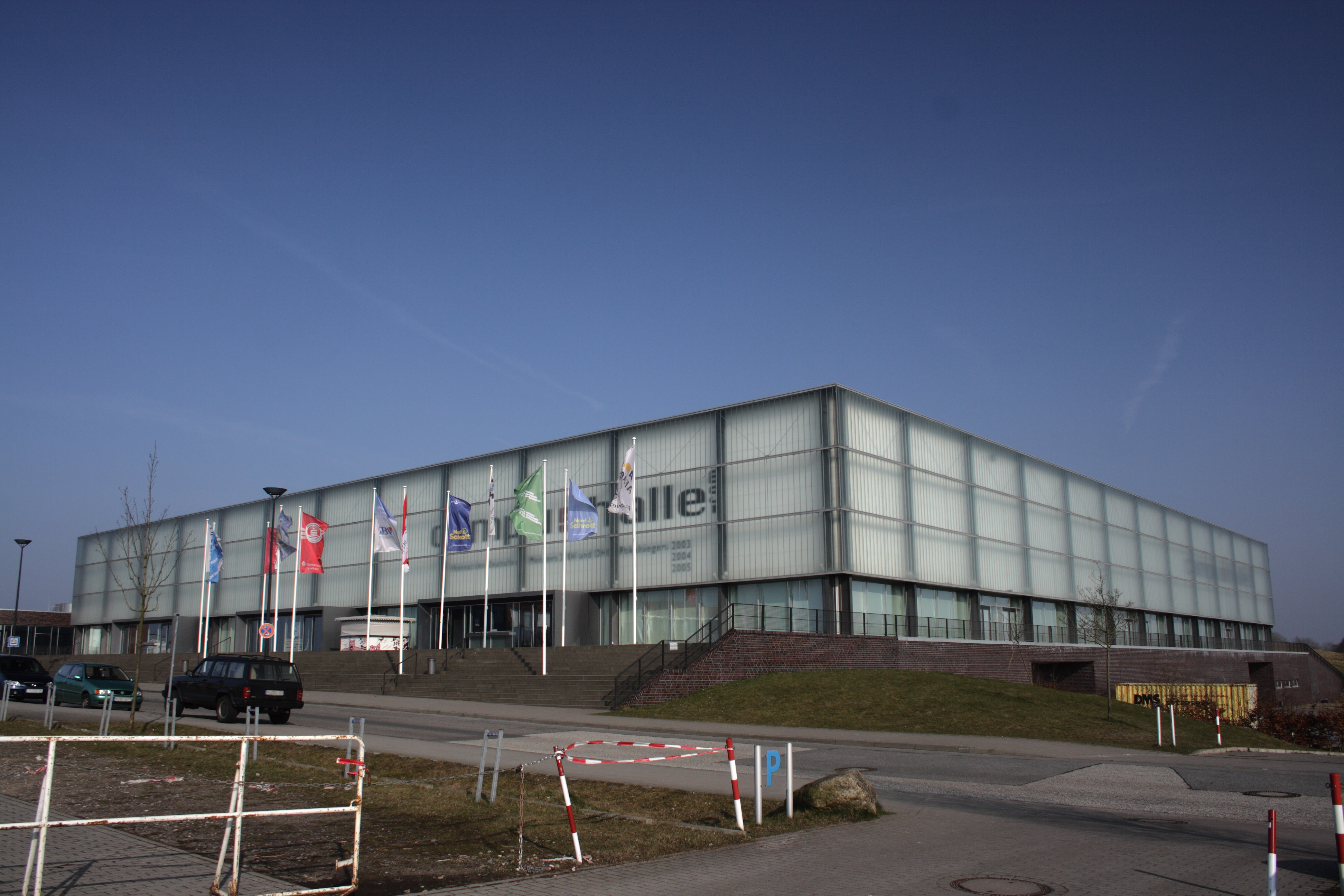
Die Campushalle im Jahr 2009

### Wikinghalle
Die Wikinghalle wurde 1975 in Handewitt errichtet und 1985 auf das heutige Fassungsvermögen von 2000 Sitz- und Stehplätzen ausgebaut. 1995 fand zum letzten Mal eine Bundesliga-Partie in Handewitt statt. Die Wikinghalle wird vor allem noch von der Jugend der SG und den Schülern der Siegfried Lenz Grund-, Haupt- und Förderschule Handewitt benutzt. Außerdem ist sie Heimspielstätte der 2. Männermannschaft.

### Fördehalle
Die Flensburger Fördehalle hat eine Kapazität von 3500 Zuschauern. Sie wurde in der Zeit von 1991 bis November 2001 genutzt.

### GP JOULE Arena
Seit dem 2. Dezember 2001 trägt die SG Flensburg-Handewitt ihre Heimspiele in der GP JOULE Arena (Campushalle von 2001 bis 2012 und von 2023 bis 2024 sowie von 2012 bis 2023 Flens-Arena) in Flensburg-Sandberg aus. Die Mehrzweckhalle bietet 6300 Zuschauern Platz und verfügte zum Zeitpunkt der Eröffnung über die mit 1500 Plätzen größte Stehplatztribüne der Handball-Bundesliga. Seit 2002 kommentiert die Heimspiele der SG der Hallensprecher Michael „Holzi“ Holst (* 1971), der dabei ab der Saison 2010/11 vom R.SH-Moderator Volker „Voller“ Mittmann unterstützt wurde. Seit Ende der Saison 2012 bilden Michael Holst und York Lange das Moderationsduo bei den Heimspielen in der Campushalle. Offizieller Fan-Trompeter der SG ist seit 2008 Marquardt Petersen; er tritt während der Einlaufzeremonie auf.
Anfang April 2023 erwarb die SG Flensburg-Handewitt die Namensrechte an der Halle zurück. Bis ein neuer Sponsor gefunden ist, wird sie ihren alten Namen „Campushalle“ tragen. Seit September 2024 ist der offizielle Name „GP JOULE Arena“, nach einem Energieversorgungsunternehmen für regenerative Energien.

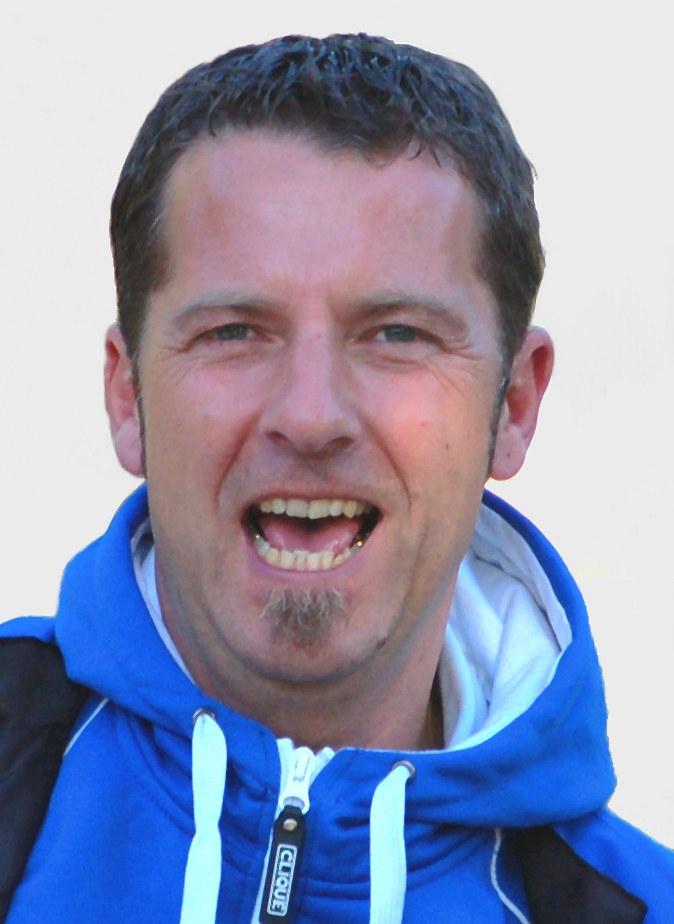
Hallensprecher der SG von 2010 bis 2012: Volker Mittmann
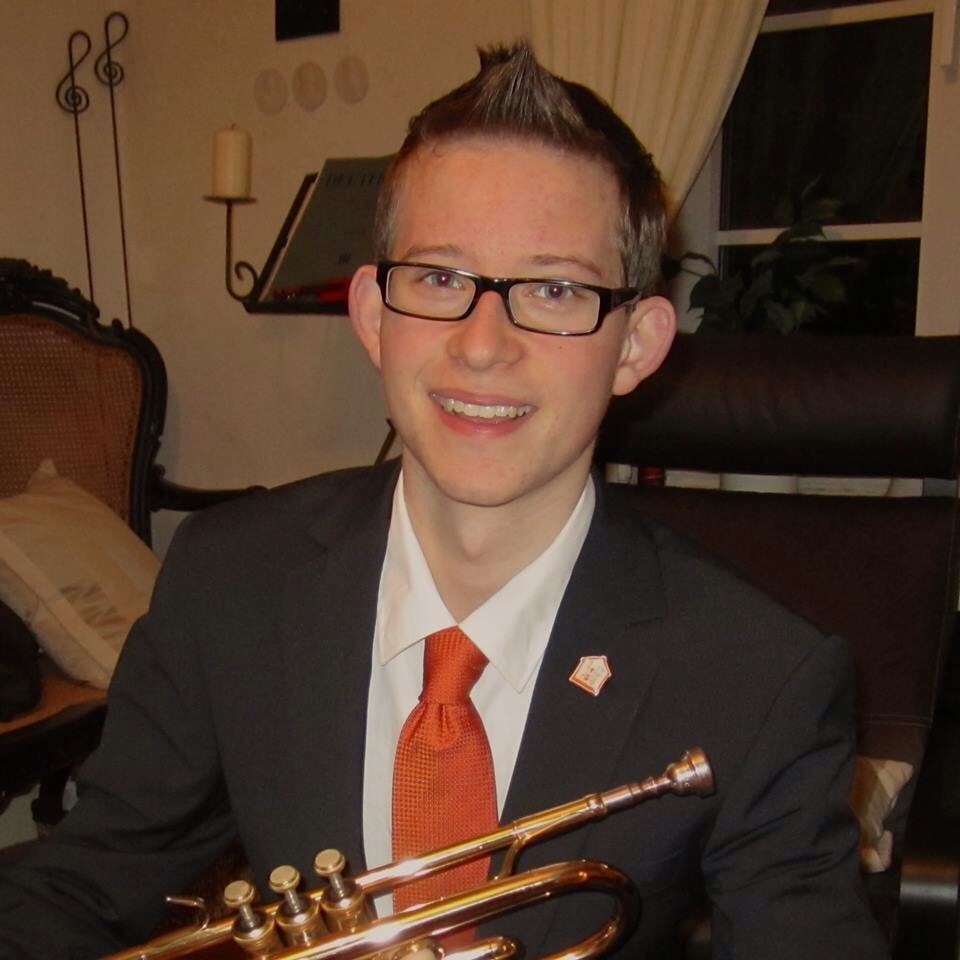
Offizieller Fan-Trompeter: Marquardt Petersen

## Bekannte ehemalige Spieler
(siehe Verzeichnis von Wikipedia-Artikeln zu Spielern, die bei der SG aktiv sind/waren)

### Auswahl
| - Mattias Andersson - Frank von Behren - Christian Berge - Joachim Boldsen - Oscar Carlén - Lars Christiansen - Anders Eggert - Jan Fegter - Holger Glandorf - Jim Gottfridsson - Frode Hagen - Matthias Hahn | - Jóhan á Plógv Hansen - Jacob Heinl - Christian Hjermind - Jan Holpert - Johnny Jensen - Simon Hald Jensen - Lars Krogh Jeppesen - Gøran Johannessen - Torge Johannsen - Jan Eiberg Jørgensen - Tobias Karlsson - Lars Kaufmann | - Roger Kjendalen - Andrej Klimovets - Michael V. Knudsen - Jörg Kunze - Blaženko Lacković - Rasmus Lauge Schmidt - Jan Thomas Lauritzen - Marcin Lijewski - Kentin Mahé - Mads Mensah Larsen - Thomas Mogensen - Alexander Petersson | - Magnus Rød - Frode Scheie - Holger Schneider - Glenn Solberg - Søren Stryger - Lasse Svan - Andreas Thiel - Henrik Toft Hansen - Ljubomir Vranjes - Hampus Wanne - Steffen Weinhold - Bogdan Wenta |

## Trainer und Stab
(seit der Saison 1990/91)

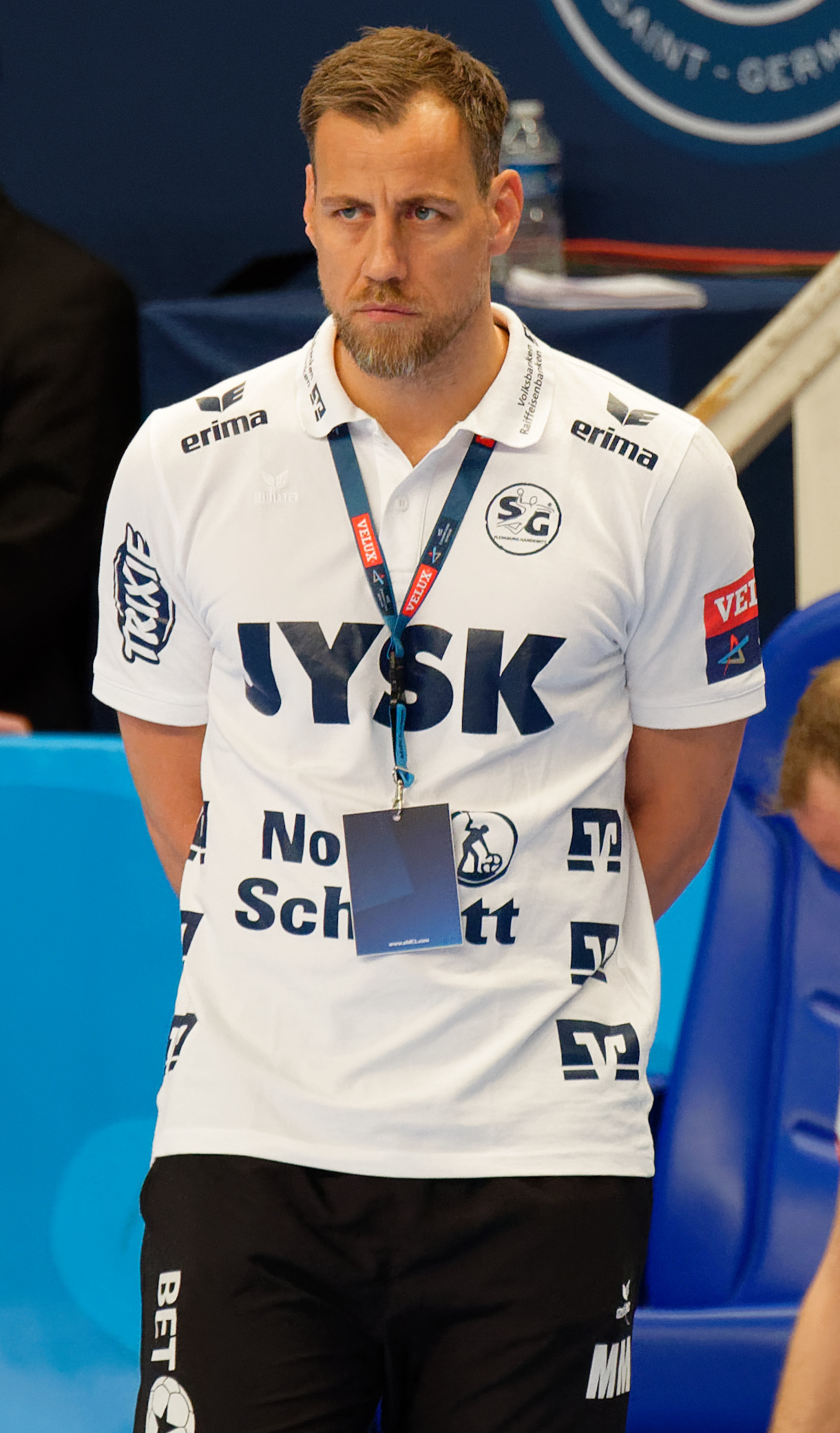
Maik Machulla, ehemaliger Spieler und von 2017 bis 2023 Trainer der SG

- Zvonimir Serdarušić (Juli 1990 – Februar 1993)
- Anders Dahl-Nielsen (Februar 1993 – Juni 1998)
- Erik Veje Rasmussen (Juli 1998 – Mai 2003)
- Kent-Harry Andersson (Juli 2003 – Dezember 2008)*
- Viggó Sigurðsson (Juli 2006 – Dezember 2006)*
- Per Carlén (Dezember 2008 – November 2010)
- Ljubomir Vranjes (November 2010 – Juni 2017)
- Maik Machulla (Juli 2017 bis April 2023)
- Mark Bult (April 2023 bis Juni 2023)
- Nicolej Krickau (Juli 2023 bis Dezember 2024)
- Aleš Pajovič (seit Januar 2025)

*Viggó Sigurðsson vertrat zu Beginn der Saison 2006/07 Kent-Harry Andersson, der aus gesundheitlichen Gründen pausieren musste.
Der Mannschaftsarzt der SG ist seit 1986 Ernst Dünnweber. Der Facharzt für Orthopädie, Sportmedizin, Chirotherapie und Akupunktur sowie ehemalige Studiengefährte von Hans-Wilhelm Müller-Wohlfahrt wird bei der Arbeit mit den Spitzensportlern unterstützt von Thorsten Lange, ein Orthopäde, Unfallchirurg, Sport- und Notfallmediziner an der Flensburger Diako.

## Geschäftsführer
(seit 1996)
- Manfred Werner und Dierk Schmäschke (1996–2003)
- Thorsten Storm (2003–2007)
- Frank Buchholz (2007)
- Fynn Holpert (2007–2009)
- Holger Kaiser (2009–2013)
- Dierk Schmäschke (2013–2022)
- Holger Glandorf (seit 2022)

## Saisonbilanzen

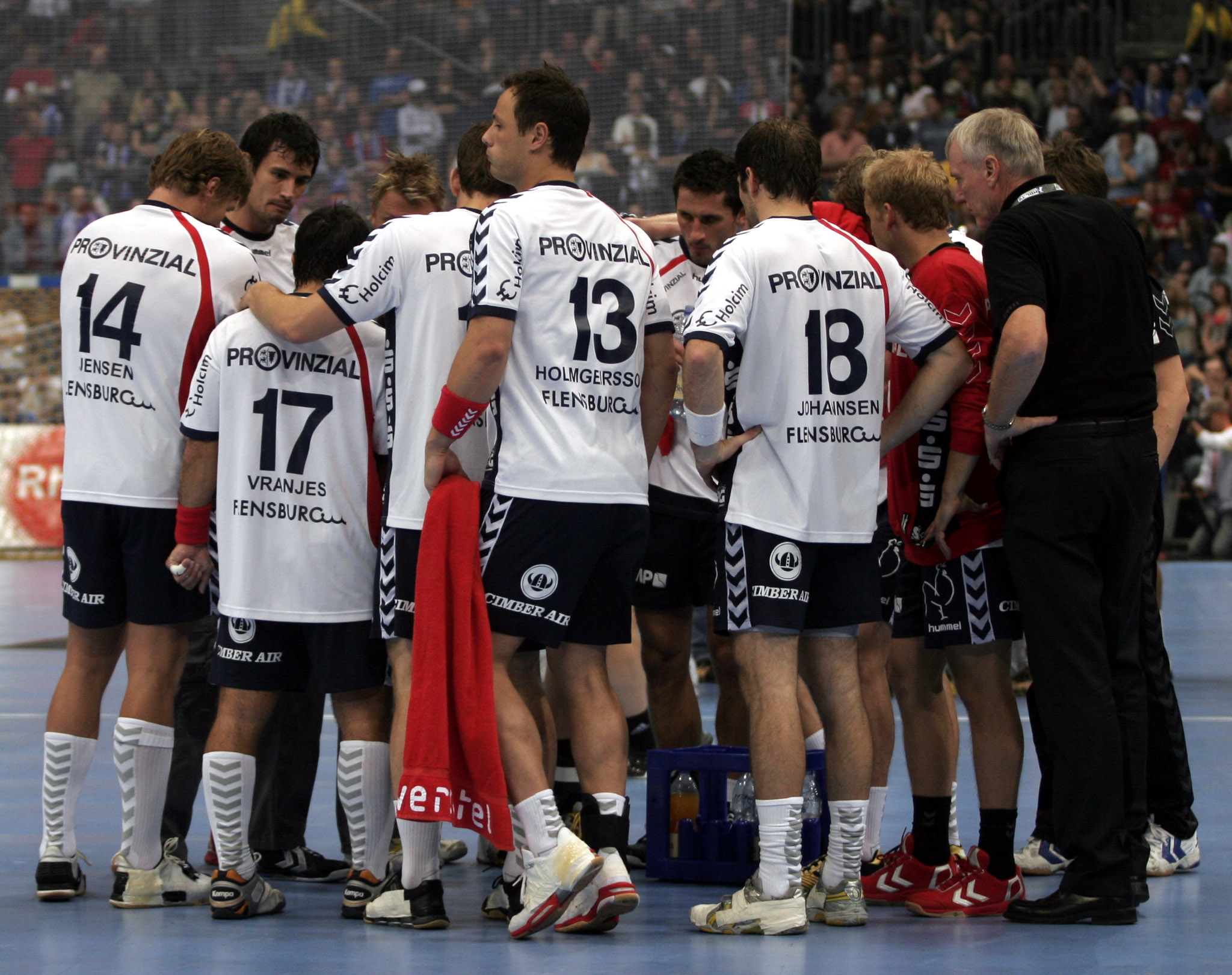
Die Mannschaft während einer Auszeit in einem Bundesligaspiel

| Saison                     | Pl. | Sp. | S  | U | N  | Tore      | Diff. | Punkte | DHB-Pokal     |
| -------------------------- | --- | --- | -- | - | -- | --------- | ----- | ------ | ------------- |
| 2. Bundesliga Nord 1990/91 | 04. | 26  | 14 | 4 | 08 | 0561:0513 | + 048 | 32:20  | 3. Runde      |
| 2. Bundesliga Nord 1991/92 | 01. | 26  | 26 | 0 | 0  | 0701:0408 | + 293 | 52:0   | Finale        |
| Bundesliga 1992/93         | 16. | 34  | 12 | 5 | 17 | 0655:0648 | +007  | 29:39  | 3. Runde      |
| Bundesliga 1993/94         | 04. | 34  | 18 | 4 | 12 | 0696:0654 | +042  | 40:28  | Finale        |
| Bundesliga 1994/95         | 04. | 30  | 16 | 5 | 09 | 0650:0591 | +059  | 37:23  | 3. Runde      |
| Bundesliga 1995/96         | 02. | 30  | 19 | 4 | 07 | 0723:0658 | +065  | 42:18  | 2. Runde      |
| Bundesliga 1996/97         | 02. | 30  | 20 | 1 | 09 | 0735:0680 | +055  | 41:19  | 3. Runde      |
| Bundesliga 1997/98         | 04. | 28  | 16 | 2 | 10 | 0723:0697 | +026  | 34:22  | 3. Runde      |
| Bundesliga 1998/99         | 02. | 30  | 21 | 4 | 05 | 0834:0678 | +156  | 46:14  | 3. Runde      |
| Bundesliga 1999/00         | 02. | 34  | 25 | 2 | 07 | 0929:0812 | +117  | 52:16  | Finale        |
| Bundesliga 2000/01         | 03. | 38  | 26 | 6 | 06 | 1028:0911 | +117  | 58:18  | 4. Runde      |
| Bundesliga 2001/02         | 04. | 34  | 21 | 4 | 09 | 0980:0859 | +121  | 46:22  | 4. Runde      |
| Bundesliga 2002/03         | 02. | 34  | 28 | 1 | 05 | 1081:0901 | +180  | 57:11  | Sieger        |
| Bundesliga 2003/04         | 01. | 34  | 28 | 2 | 04 | 1126:0908 | +218  | 58:10  | Sieger        |
| Bundesliga 2004/05         | 02. | 34  | 29 | 2 | 03 | 1084:0887 | +197  | 60:8   | Sieger        |
| Bundesliga 2005/06         | 02. | 34  | 26 | 3 | 05 | 1153:0968 | +185  | 55:13  | 2. Runde      |
| Bundesliga 2006/07         | 03. | 34  | 25 | 1 | 08 | 1143:1010 | +133  | 51:17  | Halbfinale    |
| Bundesliga 2007/08         | 02. | 34  | 26 | 2 | 06 | 1160:0950 | +210  | 54:14  | 3. Runde      |
| Bundesliga 2008/09         | 05. | 34  | 21 | 2 | 11 | 1108:0981 | +127  | 44:24  | Achtelfinale  |
| Bundesliga 2009/10         | 03. | 34  | 27 | 0 | 07 | 1026:0887 | +139  | 54:14  | Achtelfinale  |
| Bundesliga 2010/11         | 06. | 34  | 21 | 2 | 11 | 1037:0950 | +087  | 44:24  | Finale        |
| Bundesliga 2011/12         | 02. | 34  | 28 | 1 | 05 | 1060:0907 | +153  | 57:11  | Finale        |
| Bundesliga 2012/13         | 02. | 34  | 25 | 4 | 05 | 1033:0862 | +171  | 54:14  | Finale        |
| Bundesliga 2013/14         | 03. | 34  | 26 | 2 | 06 | 1021:0848 | +173  | 54:14  | Finale        |
| Bundesliga 2014/15         | 03. | 36  | 24 | 6 | 06 | 1025:0887 | +142  | 54:18  | Sieger        |
| Bundesliga 2015/16         | 02. | 32  | 26 | 3 | 03 | 0969:0785 | +184  | 55:09  | Finale        |
| Bundesliga 2016/17         | 02. | 34  | 28 | 2 | 04 | 1038:0837 | +201  | 58:10  | Finale        |
| Bundesliga 2017/18         | 01. | 34  | 27 | 2 | 05 | 0993:0851 | +142  | 56:12  | Achtelfinale  |
| Bundesliga 2018/19         | 01. | 34  | 32 | 0 | 02 | 0958:0768 | +190  | 64:04  | Achtelfinale  |
| Bundesliga 2019/20         | 02. | 27  | 20 | 2 | 05 | 0732:0647 | +085  | 42:12  | Achtelfinale  |
| Bundesliga 2020/21         | 02. | 38  | 32 | 4 | 02 | 1175:0998 | +177  | 68:08  | -             |
| Bundesliga 2021/22         | 04. | 34  | 22 | 6 | 06 | 0978:0852 | +126  | 50:18  | 2. Runde      |
| Bundesliga 2022/23         | 04. | 34  | 23 | 3 | 08 | 1065:0929 | +133  | 49:19  | 3. Platz      |
| Bundesliga 2023/24         | 03. | 34  | 23 | 4 | 07 | 1107:0981 | +126  | 50:18  | 3. Platz      |
| Bundesliga 2024/25         | 05. | 34  | 21 | 5 | 08 | 1134:1028 | +106  | 47:21  | Viertelfinale |

|  | Aufstieg                           |
|  | Gewinn der deutschen Meisterschaft |

Über die Spiele gegen den THW Kiel informiert die Liste der Handballspiele zwischen der SG Flensburg-Handewitt und dem THW Kiel.

## Entwicklung der Zuschauerzahlen
| Saison  | Zuschauerschnitt |
| ------- | ---------------- |
| 2011/12 | 5.662            |
| 2012/13 | 5.553            |
| 2013/14 | 5.680            |
| 2014/15 | 5.819            |
| 2015/16 | 6.026            |
| 2016/17 | 6.088            |
| 2017/18 | 5.984            |
| 2018/19 | 6.060            |
| 2019/20 | 6.019            |
| 2020/21 | 03921            |
| 2021/22 | 3.710            |
| 2022/23 | 5.864            |
| 2023/24 | 6.183            |
| 2024/25 | 6.260            |

1Anmk.: Aufgrund der Corona-Pandemie wurden die meisten Spiele der Saison 2020/21 unter Ausschluss der Zuschauer durchgeführt.

## Fanclubs
Die SG Flensburg-Handewitt zählt vier offizielle Fanclubs. Die mit Abstand größten sind Die Wikinger und Hölle Nord. Es gibt weitere national und international organisierte Fanclubs, die jedoch keinen offiziellen Status innehaben.
| Offizielle Fanclubs | Gründung       | Mitglieder |
| ------------------- | -------------- | ---------- |
| Die Wikinger        | 1992           | 260        |
| Hölle Nord          | 1. Januar 1995 | 274        |
| Nordlichter         | Juni 2005      | 50         |
| Alte Garde          | September 2009 | 18         |

## SG Flensburg-Handewitt II & III
Die 2. Mannschaft der SG Flensburg-Handewitt stieg 1992 in die 2. Bundesliga auf. In der ersten Spielzeit belegten die Flensburger in der Staffel Nord den zweiten Rang. Nachdem sie in den folgenden Jahren in den Abschlusstabellen immer Platzierungen im Mittelfeld belegten, stieg die Mannschaft 1999 in die Regionalliga ab. In den Jahren 2001 und 2003 gelang der 2. Mannschaft jeweils die Rückkehr in die 2. Liga, jedoch schafften sie in den folgenden Spielzeiten nicht die Klasse zu halten. In der Saison 2012/13 spielte die Mannschaft in der 3. Liga, aus der sie nach dieser Spielzeit in die Oberliga abstieg. 2014 gelang der Wiederaufstieg in die 3. Liga. 2019 stieg die 2. Mannschaft aus der 3. Liga ab und spielt seitdem in der Oberliga Hamburg/Schleswig-Holstein.
Die 3. Mannschaft spielt aktuell in der Kreisliga Flensburg.

## Jugend und Nachwuchsarbeit
Der Verein betreibt sehr erfolgreiche Jugendarbeit. Die männliche A-Jugend spielt seit 2011 in der A-Jugend-Bundesliga.
Am 3. September 2015 eröffnete das Handball-Internat der SG Flensburg-Handewitt, die Flensburg Akademie, offiziell ihre Pforten. Den 21 ständigen Bewohnern im Alter von 15 bis 18 Jahren, die sich eine Profi-Karriere bei der SG zum Ziel gesetzt haben, bieten sich vielfältige Trainings- und Ausbildungsmöglichkeiten an.

### Erfolge
- 2× Deutscher Meister (A-Jugend, 2019, 2020)
- 2× Deutscher Meister (B-Jugend, 2004, 2009)
- 1× Deutscher Pokalsieger (A-Jugend 2023)
- 3× NOHV-Meister
- 1× NOHV-Pokal-Sieger
- 8× Landesmeister
- 9× Bezirksmeister